# Trachelipus squamuliger
Trachelipus squamuliger là một loài chân đều trong họ Trachelipodidae. Loài này được Verhoeff miêu tả khoa học năm 1907.